# Rafael Jiménez Jarque
Rafael Jiménez Jarque, noto semplicemente come Fali (Valencia, 12 agosto 1993), è un calciatore spagnolo, difensore del Cadice.